# Artemis Fowl (film)
Az Artemis Fowl 2020-ban bemutatott amerikai tudományos kalandfilm, amelyet Kenneth Branagh rendezett, Eoin Colfer azonos című könyve alapján.
A forgatókönyvet Conor McPherson és Hamish McColl írták. A producerei Kenneth Branagh és Judy Hofflund. A főszerepekben Ferdia Shaw, Lara McDonnell, Josh Gad, Tamara Smart és Nonso Anozie láthatók. A film zeneszerzője Patrick Doyle. A film gyártója a Walt Disney Pictures, a TriBeCa Productions és a Marzano Films, forgalmazója a Walt Disney Studios Motion Pictures.
Amerikában eredetileg 2019. augusztus 9-én mutatták volna be, majd 2020. május 29-én, de a koronavírus-járvány miatt 2020. június 12-én mutatta be a Disney+. Magyarországon 2019. szeptember 29-én, majd 2020. május 28-án mutatták volna be. Végül magyarul az HBO mutatta be 2020. augusztus 23-án.

## Cselekmény
Az írországi Fowl Manorban ellopnak egy világhírű tárgyat. A rendőrök Artemis Fowlt gyanúsítják. A kastélyban letartoztatják és kihallgatják Mulch Diggums, aki elmondja, hogy a főnöke lopta el az Aculost. Diggums elmeséli Artemis Fowl Jr. történetét a rendőröknek.

## Szereplők
| Szereplő               | Színész            |
| ---------------------- | ------------------ |
| Artemis Fowl II        | Shad Ferdia        |
| Holly Short            | Lara McDonnell     |
| Mulch Diggums          | Josh Gad           |
| Juliet Butler          | Tamara Smart       |
| Domovoi "Dom" Butler   | Nonso Anozie       |
| Artemis Fowl I         | Colin Farrell      |
| Julius Root parancsnok | Judi Dench         |
| Opal Koboi             | Hong Chau (hang)   |
| Foaly                  | Nikesh Patel       |
| Briar Cudgeon          | Joshua McGuire     |
| Trouble Kelp           | Chi-Lin Nim        |
| Grub Kelp              | Lewy Xing          |
| Goblin szakács         | Adrian Scarborough |
| Goblin őrmester        | Vincenzo Nicoli    |
| Goblin hadnagy         | Conor MacNeill     |
| Troll                  | Adam Basil         |
| Troll                  | Taylor James       |

Miranda Raison (Angeline Fowlt, Artemis elhunyt anyja) és Laurence Kinlan (Beachwood Short, Holly elhunyt apja) jeleneteit kivágták. Eoin Colfer is megjelenik a filmben.

## Gyártás
2001-ben bejelentették a sorozat film adaptációjának terveit.  Miramax Films megszerezte a film jogait. Rendezőnek Lawrence Gutermant, Írónak Jeff Stockwellt kérték fel. 2003-ban Colfer kijelentette, hogy a forgatókönyvet befejezték, és hogy a szereplőválogatást még ebben az évben elkezdődhet. Később azt feltételezték, hogy a film nem kerül bemutatásra egészen 2011-ig, amikor Jim Sheridan bejelentette, hogy ő szeretné rendezni a filmet és Saoirse Ronan pedig Holly Short szerepére jelentkezett.
2013 júliusában a Walt Disney Pictures bejelentette, hogy a Disney és a The Weinstein Company készíti el az Artemis Fowl filmet a sorozat első és második regényének eseményeiről, Michael Goldenberg forgatókönyvével. Robert De Niro és Jane Rosenthal lettek a vezető producerek.
2015. szeptember 1-jén a Variety arról számolt be, hogy Kenneth Branagh-t kérték fel rendezőnek, Conor McPhersont forgatókönyvírónak, Judy Hofflundet pedig producernek. 2017. szeptember 12-én a Disney bejelentette, hogy a film adaptációját 2019. augusztus 9-én mutatják be. A következő hónapban a Disney eltávolította a film gyártóját, Harvey Weinsteint, és megszüntette a The Weinstein Companyvel a gyártási partnerséget, mivel Harveyt szexuális zaklatással vádolták.

## Szereposztás
2017. szeptember 18-án arról számoltak be, hogy Judi Dench a nyilvánosságra nem hozott szerepről tárgyal. 2017. december 20-án bejelentették, hogy Robert Shaw unokája, Ferdia Shaw lesz a címszereplő. Továbbá, hogy Dench mint Root parancsnok, Josh Gad, mint Mulch Diggums, Lara McDonnell, mint Holly Short kapitány és Nonso Anozie, mint Butler. Colin Farrell is csatlakozottArtemis Fowl I-ként, a második utóforgatásnál 2020 márciusában.

## Forgatás
2018. március 12-én kezdődtek el a forgatások. A filmet Longcross Studiosban, Angliában, Észak-Írországban, a vietnámi Ho Si Minh-városban, Olaszországban és Skóciában forgatták.